# Denis McQuail
Denis McQuail, född 12 april 1935 i London, död 25 juni 2017, var en brittisk massmedieforskare och har bland annat givit ut boken Mass Communication Theory: An Introduction i sex upplagor.

## Böcker på svenska
- 1979 – Kommunikationsmodeller (tillsammans med Sven Windahl) ISBN 91-44-15411-9
- 1984 – Masskommunikationsteori : en introduktion ISBN 91-38-60066-8